# Villanueva del Duque
Villanueva del Duque is een gemeente in de Spaanse provincie Córdoba in de regio Andalusië met een oppervlakte van 138 km². Villanueva del Duque telt 1.520 inwoners (1 januari 2016).

## Demografische ontwikkeling
Bron: INE, 1857-2011: volkstellingen